# SimCity Societies
SimCity Societies (título original em Portugal, SimCity Sociedades no Brasil) é um jogo de computador de simulação e construção de cidades modernas desenvolvido pela Tilted Mill Entertainment e publicado pela Electronic Arts, como parte da série SimCity. Foi lançado em 13 de novembro de 2007. Diferentemente dos outros jogos da série, este possui como foco o desenvolvimento social, estabelecendo-se mais como um simulador de engenharia social do que um jogo de gerenciamento. O jogo recebeu críticas mistas, avaliando tanto o grande avanço na questão gráfica (já que é o primeiro jogo da série em 3D) e da jogabilidade, quanto o fato dele ser muito mais simplificado que o anterior, além de ter pior performance.

## Anúncio
Em 5 de junho de 2007, a Tilted Mill Entertainment, mesma desenvolvedora do Caesar IV, anunciou que estava desenvolvendo o SimCity Societies em vez da Maxis, que havia desenvolvido os outros jogos da série. A Maxis não foi a desenvolvedora do jogo por estar a época com o foco concentrado no desenvolvimento do inovador jogo Spore, lançado em 2008. A reação imediata foi negativa, especialmente nos fóruns oficiais do site da desenvolvedora. Houve até alguns desenvolvedores que responderam diretamente no fórum para tentar aliviar algumas preocupações.

## Novidades
De entre as novidades que se destacam nesta versão do jogo listam-se as seguintes:
- A simulação possui uma câmera rotativa de 360º conferindo ao jogador uma liberdade na sua jogabilidade.
- Cada bairro, edifício e infraestrutura terá a sua importância e todos terão um papel crucial na evolução da cidade.
- De acordo com o jogador, cada cidade terá a sua marca podendo ser uma metrópole futurista ou ditatorial, entre outros modos.
- As construções serão colocadas uma por uma e editadas conforme as necessidades da cidade.
- Interação com os prédios colocados na cidade, como por exemplo, aumentar a segurança da cidade, nos prédios de segurança, como delegacias.
- Escolha quem serão seus habitantes: Se optar por escolher moradias ricas, com certeza terá pessoas ricas e bem formadas na sua cidade.
- Grafismo 3D.

## Diferenças em relação às versões anteriores
Dado que a Maxis não participou do desenvolvimento do jogo, esta versão do SimCity não foi chamada de "SimCity 5", sendo este título dado ao SimCity de 2013, desenvolvido pela Maxis. Na época, a Maxis estava trabalhando na finalização do projeto Spore e também nas expansões de The Sims 3. Normalmente, Will Wright, o criador da série Sim' Game tinha participação nas produções dos jogos pela qual não aconteceu nesta versão.
Neste é posto de lado o sistema de zoneamento e não há autoestradas nem estradas de ferro o que pode levar à decepção de muitos veteranos da série.